# Новочугуевка (станция)
Новочугу́евка — железнодорожная станция Владивостокского отделения Дальневосточной железной дороги. Конечная станция линии Сибирцево — Новочугуевка. Расположена в посёлке Новочугуевка в Чугуевском районе Приморского края.
Неэлектрифицирована. По объёму выполняемой работы станция отнесена к третьему классу.

## История
До 1990-х гг. между Новочугуевкой и Владивостоком ходили две пары пассажирских поездов в сутки. В июне 2010 отменён пассажирский поезд Владивосток — Новочугуевка. Несколько месяцев ходил пригородный поезд Сибирцево — Новочугуевка, в конце 2010 года пассажирское движение отменено, люди ездят на междугородних автобусах, а станция используется только для грузоперевозок.

## Станция выполняет основные виды работ
- Доставка и хранение нефтепродуктов, в частности топочного мазута;
- Отправка круглого леса и продуктов переработки древесины;
- Отправка продукции, произведённой дальнегорскими предприятиями «Бор» и «Дальполиметалл», Хрустальненским горно-обогатительным комбинатом.
- Приём и отправка грузов, предназначенных для предприятий и организаций Чугуевского, Кавалеровского, Дальнегорского, Ольгинского и Тернейского районов.